# Uchorée
Dans la mythologie grecque Uchorée ou Uchoréos, grec Οὐχορεύς, est un roi d’Égypte, le 8e successeur d’Osymandias, et probablement l’un des rois d’une des dynasties thébaines. Selon Diodore de Sicile, il fonda Memphis qu’il aurait ainsi appelée en l’honneur de sa fille, qui portait le même nom. Cette dernière aurait été l’amante du Nil et en aurait eu Égyptos, qui succéda à son aïeul.

## Sources
- Pierre Larousse, Grand dictionnaire universel du XIXe siècle
- Diodore de Sicile, Bibliothèque historique, Livre 1, 50. Texte grec et traduction française